# Археология (списание)
Археология е българско академично списание, основано през 1959 г. и издавано от Националния археологически институт с музей към Българската академия на науките. Списанието публикува статии, съобщения, дискусии, отзиви и рецензии, свързани основно с българска археология с широк хронологичен диапазон.

## Главни редактори
- акад. Димитър П. Димитров (1959 – 1973)
- акад. Димитър Ангелов (1974 – 1989)
- проф. Велизар Велков (1990 – 1993)
- проф. Димитър Овчаров (1993 – 2001)
- проф. Васил Николов (2001 – )